# Geologische Vereinigung
Die Geologische Vereinigung (GV) war ein Zusammenschluss von deutschen und internationalen Geowissenschaftlern (1910) mit Sitz in Bonn. Durch ihre Fusion mit einer ähnlichen Gesellschaft entstand 2015 die Deutsche Geologische Gesellschaft – Geologische Vereinigung (DGGV).

## Hauptteil
Die Geologische Vereinigung  e. V. wurde am 8. Januar 1910 im Senckenberg Naturmuseum in Frankfurt am Main gegründet und bestand eigenständig bis 31. Dezember 2014. Der erste Vorsitzende war der Geologe und Paläontologe Friedrich Heinrich Emanuel Kayser. Eduard Suess wurde 1910 zum Ehrenvorsitzenden ernannt.
Der Verein hatte 2013 rund 1600 Mitglieder in 64 Ländern.
Ziel der Fachgesellschaft war die Förderung und Verbreitung von Wissen im Bereich der Geowissenschaften sowie die Diskussion der Ergebnisse aktueller Forschung. Weiterhin wurde von ihr das Geologen-Archiv in Freiburg im Breisgau betreut.
Die Geologische Vereinigung verlieh seit 1938 die Gustav-Steinmann-Medaille und seit dem Jahr 2000 den Hans-Cloos-Preis zur Honorierung herausragender Wissenschaftler. Zur Förderung des Forschungsnachwuchses wurden universitäre Lehrveranstaltungen zu Spezialthemen gefördert und Exkursionen in geologisch interessante Gebiete durchgeführt.
Die international renommierte Fachzeitschrift International Journal of Earth Sciences (bis 1. Mai 1999: Geologische Rundschau) erscheint beim Springer-Verlag und wurde von der Vereinigung seit 1910 herausgegeben. Hier wurden nach einem wissenschaftlichen Begutachtungsprozess (Peer-Review) Artikel aus zahlreichen Fachgebieten der Geowissenschaften veröffentlicht, hauptsächlich zur Regionalgeologie Europas, zur Petrologie, Stratigraphie, Sedimentologie, Paläontologie und Geophysik.
Zum 1. Januar 2015 fusionierte die Geologische Vereinigung mit der 2004 gegründeten Deutschen Gesellschaft für Geowissenschaften (DGG) zur neuen Gesellschaft: Deutsche Geologische Gesellschaft – Geologische Vereinigung (DGGV). Der Geschäftsführung gehören von Januar 2015 bis zur DGGV-Jahresversammlung im Oktober 2015  Reinhard Gaupp als Vorsitzender der DGGV sowie Gernold Zulauf, Ralf Littke, Heinz-Gerd Röhling und Gerhard Greiner als Angehörige der Geschäftsführung an.

## Vorsitzende
- 1910–1920 Emanuel Kayser
- 1920–1929 Gustav Steinmann
- 1930–1933 Wilhelm Salomon-Calvi
- 1933–1951 Hans Cloos
- 1952–1954 Erich Bederke
- 1954–1956 Frederick Everard Zeuner
- 1956–1958 Wilhelm Ahrens
- 1958–1961 Georg Fischer
- 1961–1963 Roland Brinkmann
- 1963–1970 Eugen Seibold
- 1970–1973 Eberhard Clar
- 1973–1976 Henno Martin
- 1976–1982 Wolf von Engelhardt
- 1982–1986 Werner Zeil
- 1986–1992 Alfred Kröner
- 1992–1995 Wolfgang Schlager
- 1995–1998 Dietrich Welte
- 1998–2001 Wolfgang Franke
- 2001–2004 Daniel Bernoulli
- 2005–2010 Gerold Wefer
- 2011–2014 Ralf Littke

## Ehrenmitglieder
- 2014 Dietrich Horn
- 2014 Monika Dullo
- 2014 Rita Spitzlei
- 2008 Wolfgang Eder
- 2006 Fritz F. Steininger
- 2006 Friedrich-Wilhelm Wellmer
- 2004 Carl-Detlef Cornelius
- 2003 Waltraud Klaudius
- 2003 Wolfgang Engel
- 2002 Klaus Hoth
- 2001 Hans-Dietrich Maronde
- 2000 Ilse Seibold
- 1999 Max Schwab
- 1993 Werner Zeil
- 1988 Fritz Neuweiler
- 1987 Emile den Tex
- 1984 Paul Michot
- 1974 Georg Knetsch
- 1969 Franz Xaver Michels
- 1964 Wilhelm Ahrens
- 1960 Hans Schneiderhöhn
- 1960 Paul Kukuk
- 1960 Heinrich Gerth
- 1959 Adolf Wurm
- 1957 Paul Pruskowski
- 1954 Hans Stille
- 1951 Matti Sauramo
- 1950 Maurice Gignoux
- 1949 Michele Gortani
- 1949 Emmanuel de Margerie
- 1949 Eliot Blackwelder
- 1939 Otto Wilckens
- 1935 William Whitehead Watts
- 1935 Waldemar Lindgren
- 1935 Arvid Gustaf Högbom
- 1935 Albert Heim
- 1935 Arthur L. Hall
- 1935 John Flett
- 1935 Reginald A. Daly
- 1935 Charles Barrois
- 1935 Edward Battersby Bailey
- 1935 Otto Ampferer
- 1933 Franz Kossmat